# Лийвамяги, Элвис
Элвис Лийвамяги (эст. Elvis Liivamägi, с середины 2010-х годов — Элвис Брауэр (эст. Elvis Brauer); 21 января 1992, Таллин) — эстонский футболист, защитник.

## Биография
Воспитанник таллинской «Флоры». В юношеских соревнованиях выступал за секции «Флоры» из таллинского района Кесклинн и из Виймси, а с 2006 года — за команду основной клубной академии.
Во взрослом футболе дебютировал в 2008 году в клубе первой лиги Эстонии «Валга Уорриор», где провёл полтора сезона на правах аренды. Осенью 2009 года играл в первой лиге за второй состав «Флоры». В 2010 году был отдан в аренду в «Тулевик» (Вильянди), в его составе дебютировал в высшем дивизионе 20 марта 2010 года в матче против «Калева Силламяэ», заменив на 71-й минуте Эдвина Стюфа. Всего за сезон сыграл 27 матчей в высшем дивизионе за «Тулевик». На старте сезона 2011 года провёл 2 матча за основной состав «Флоры», в обоих выходил на замену в конце матча. Летом 2011 года вернулся в клуб из Вильянди, выступавший теперь как ФК «Вильянди» и провёл в его составе полтора года в высшей лиге.
В начале 2013 года перешёл в «Калев» (Таллин), в первой половине сезона был основным игроком клуба. В июле 2013 года вместе с товарищем по команде Сандером Кару был обвинён в мошенничестве на ставках, по заявлениям официальных лиц, «Калев» по задумке должен был проиграть матч чемпионата «Левадии» с разницей в три гола, организаторы предлагали деньги другим игрокам «Калева» за нужный результат. В итоге информация вскрылась до матча, матч был перенесён на более позднюю дату, а организаторы аферы отчислены из «Калева». Позднее Эстонский футбольный союз наложил на Лийвамяги пожизненную дисквалификацию. В первое время игрок планировал обжаловать санкции, но спустя несколько лет в телеинтервью признал свою вину и заявил, что ему в «Калеве» полгода не платили зарплату.
В 2019 году, после снятия дисквалификации, играл за клуб пятого дивизиона «Зенит» (Таллин).
Всего в высшем дивизионе Эстонии сыграл 92 матча и забил один гол.
Выступал за сборные Эстонии младших возрастов, провёл более 40 матчей. Участник Кубков Содружества 2012 года (5 матчей) и 2013 года (5 матчей, 1 гол).
В середине 2010-х годов сменил фамилию на Брауэр, на это желание повлияла история с дисквалификацией.
По состоянию на начало 2020-х годов — IT-специалист и владелец кафе в районе Пыхья-Таллин. Во время пандемии Ковид стал известен как антипрививочный активист, на его кафе накладывались санкции за намеренные нарушения карантинного режима. В 2021 году участвовал в местных выборах от Консервативной народной партии Эстонии в районе Пыхья-Таллин, набрал 436 голосов.